# James Duval
Pour les articles homonymes, voir Duval.
James Duval est un acteur et un musicien américain né le 10 septembre 1972 à Détroit, Michigan (États-Unis).
Il a notamment commencé sa carrière en jouant des rôles principaux dans la « trilogie de l'apocalypse adolescente » du cinéaste indépendant Gregg Araki : Totally Fucked Up, The Doom Generation et Nowhere.
Il apparaît dans Donnie Darko en jouant le rôle de Frank, le jeune homme au costume de lapin.

## Biographie
Il est issu d'une mère d'origine franco-vietnamienne et d'un père d'origine natives américaines, irlandaise et française.

## Filmographie
- 1993 : An Ambush of Ghosts : Student #1
- 1993 : Totally Fucked Up : Andy
- 1994 : Mod Fuck Explosion (en) : Smack (Biker)
- 1995 : The Doom Generation : Jordan White
- 1996 : Independence Day : Miguel Casse
- 1997 : A River Made to Drown In (en) : Jaime
- 1997 : Nowhere de Gregg Araki : Dark Smith
- 1998 : Wild Horses de Soleil Moon Frye et Meeno Peluce (en) : Jimmy
- 1998 : Stamp and Deliver
- 1998 : Le Clown de l'horreur (The Clown at Midnight) : George Reese
- 1998 : Alexandria Hotel : Romero
- 1998 : How to Make the Cruelest Month (en) : Westy
- 1998 : SLC Punk! : John the Mod
- 1999 : Go : Singh
- 1999 : The Weekend : Robert
- 2000 : This Is How the World Ends (TV) : Blue
- 2000 : 60 secondes chrono (Gone in Sixty Seconds) : Freb
- 2001 : Amerikana : Chris
- 2001 : Donnie Darko : Frank
- 2001 : The Doe Boy (en) : Hunter Kirk
- 2001 : The Tag : Viggs
- 2002 : Comic Book Villains (en) (vidéo) : Baz
- 2002 : May : Blank
- 2002 : Scumrock (es) : Drew
- 2004 : Window Theory : Dave Kordelewski
- 2004 : Frog-g-g! : Freb
- 2004 : Open House (en) : Joel Rodman
- 2005 : Venice Underground : Lucious Jackson
- 2005 : Puzzle (Chasing Ghosts) (TV) : Dmitri Parramatti
- 2005 : Standing Still : Store Clerk
- 2005 : Pledge of Allegiance : Ray
- 2006 : Mad Cowgirl (en) : Thierry
- 2010 : Toxic
- 2010 : Kaboom de Gregg Araki :  Le messie
- 2010 : Naked Angel (en) : Andreas
- 2010 : Cornered! (en) de Daniel Maze : Jimmy
- 2012 : Touchback, de Don Handfield (en) : Rodriguez